# 로마-리도 선

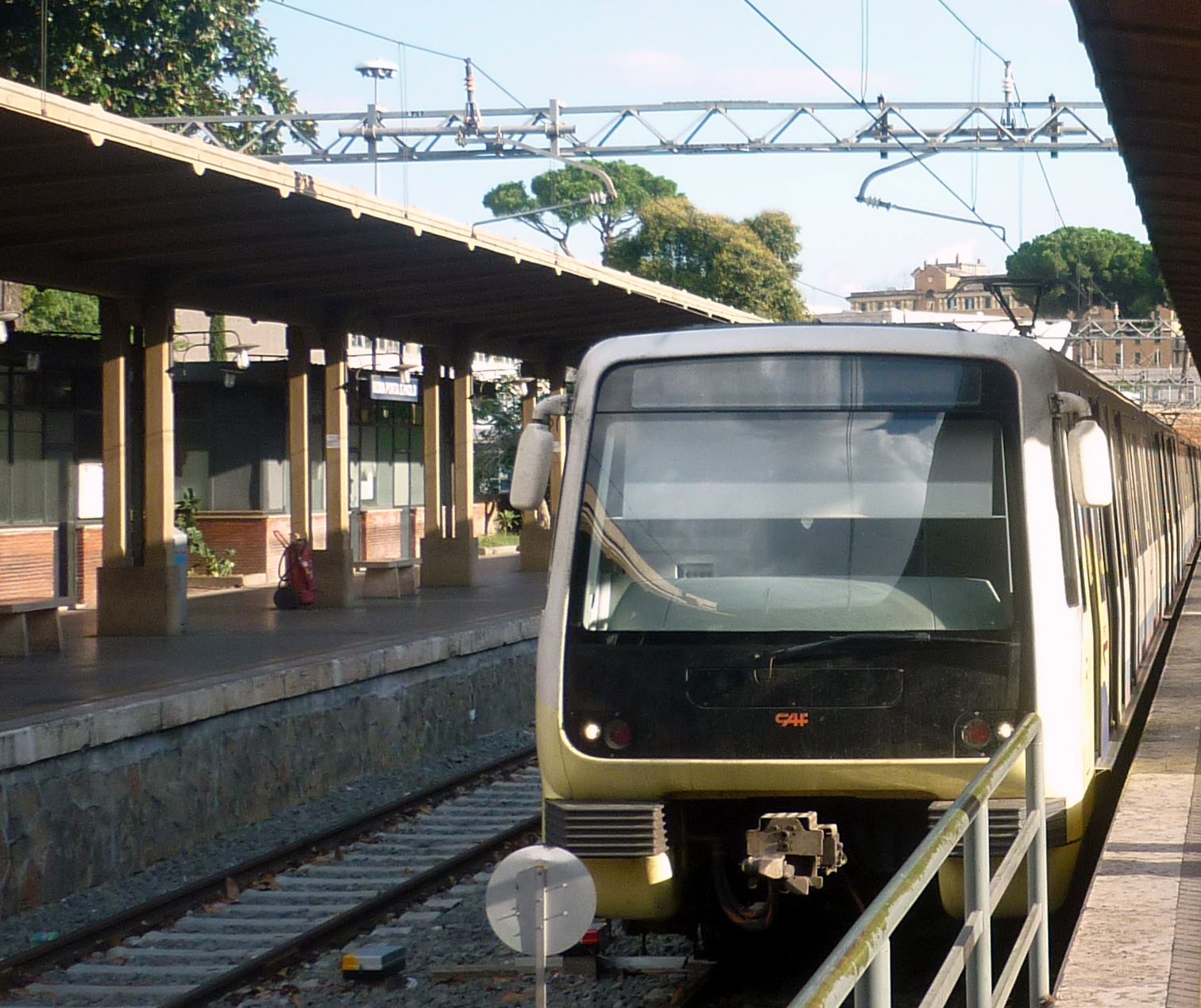
로마 포르타 산 파올로 역의 MA300 열차.

로마-리도 선(Roma–Lido railway)은 이탈리아 로마에서 오스티아까지 운행하고 있는 도시 철도이다.

## 개요
이 철도는 제 13지구를 지나가는 철도이며, 여름에 로마 해안 지역인 리도디오스티아(Lido di Ostia)와 오스티아안티카(Ostia Antica) 고고학 지구로 여행하려는 여행객들이 특히 많이 이용한다. 이 노선은 로마 대중 교통 관리 회사인 ATAC가 관리하고 있다. 이 회사는 로마 지하철도 같이 관리하고 있기 때문에 이 노선은 로마 지하철의 한 노선으로써 운행되고 있다. 이러한 통합 운행으로 인해 이 선의 북쪽 3개 역은 로마 지하철 B선과 직접 환승이 가능하다.
이 노선은 완전 지상 운행 노선으로, 완전 지하 노선인 로마 지하철 A선과 부분 지하 운행인 로마 지하철 B선과는 대조된다.
로마-리도 철도 티켓은 로마 지하철과 통합되어 발급되며, 로마-리도 선 티켓과 로마 지하철 티켓은 공용 이용이 가능하다. 이 노선의 운행 차량인 MA300 열차와 MA100 열차 혼합 운행은 이전에 로마 지하철 A선에서 운영하던 열차를 옮긴 것이다.

## 노선
이 노선은 14개 역을 거쳐 운행된다.
- 피라미데역 / 로마 포르타 산 파올로역 (B선 환승 가능)
- 바실리카 산 파올로역 (B선 환승 가능)
- EUR 말리아나역 (B선 환승 가능)
- 토르 디 발레역 (Tor di Valle)
- 비티니아역 (Vitinia)
- 카살 베르노키-첸트로 자노역 (Casal Bernocchi-Centro Giano)
- 아칠리아역 (Acilia)
- 아칠리아역 (Acilia Sud-Dragona)
- 오스티아 안티카역 (Ostia Antica)
- 리도 노르드역 (Lido Nord)
- 리도 첸트로역 (Lido Centro)
- 스텔라 폴라레역 (Stella Polare)
- 카스텔 푸사노역 (Castel Fusano)
- 크리스토포로 콜롬보역 (Cristoforo Colombo)